# .hk
.hk е интернет домейн от първо ниво за Хонгконг. Администрацията и предаването на домейн имената '.hk' се осигурява от Hong Kong Internet Registration Corporation Limited (HKIRC). Представен е през 1990 г.

## Домейни от второ ниво
.com.hk / 公司.hk
.edu.hk / 教育.hk
.gov.hk / 政府.hk
.idv.hk / 個人.hk
.net.hk / 網絡.hk
.org.hk / 組織.hk